# Dismember
I Dismember sono un gruppo death metal svedese. Importanti per il genere, soprattutto per aver diffuso il cosiddetto suono "buzzsaw".

## Storia
La band si formò alla fine del 1987 a Stoccolma (Svezia), dopo qualche demo e un parziale scioglimento per via dell'entrata dei componenti nei Carnage di Michael Amott per la registrazione dell'album Dark Recollections (in ordine: batterista, chitarrista e cantante). I membri del gruppo riformano la band dopo che lo stesso leader dei Carnage va a suonare nei Carcass, chiudendo così i battenti della sua precedente band. Quindi, nel 1991 pubblicano il loro album di debutto dal titolo Like an Ever Flowing Stream, che diventerà un pilastro del death metal svedese e, che fece guadagnare alla band un discreto seguito di pubblico. Questo crebbe con la pubblicazione del secondo disco: l'EP Pieces del 1992. Il singolo Skin Her Alive del debutto causò molte contestazioni in Gran Bretagna.
Nel 1993 uscì Indecent & Obscene, l'album dei Dismember che riscosse più successo (ma anche un'accoglienza fredda da una parte della critica) e che contiene il brano dal titolo Dreaming in Red, il cui video fu trasmesso molte volte nel programma di MTV Headbanger's Ball.
Con Massive Killing Capacity del 1995, cominciarono ad ammorbidire il loro sound, in particolare semplificando la ritmica e diminuendo le velocità dei brani, come molti altri gruppi death metal scandinavi della metà degli anni novanta; comunque sia, l'album riscosse un buon successo. Nel 1997, con l'album Death Metal, la band tentò di tornare alle proprie origini, ma le vendite furono deludenti.
Nel 2000, nel tentativo di ritornare alla potenza dei primi due album e per recuperare vecchi fans, venne pubblicato un album più pesante.
Musicalmente tra Indecent & Obscene e Massive Killing Capacity, Hate Campaign fu volutamente poco considerato dalla Nuclear Blast, dato che sarebbe stato l'ultimo nel contratto.
La casa discografica preferiva far rimanere la band un'icona del passato, come confermano le ristampe dei primi due album.
Nel 2004 uscì il sesto album della band: Where Ironcrosses Grow, il primo con la nuova etichetta Karmageddon Media; dal suono simile al precedente e pesantemente influenzato sia dagli Iron Maiden che dagli Autopsy.
L'anno successivo cambiarono nuovamente etichetta e firmano per la Regain Records, che rilevò anche i diritti dei primi album e li ristampò in versione digipak. Nel 2006 la band pubblica The God That Never Was, che continua sul percorso solcato dal suo predecessore. Il gruppo. in quell'anno, passa il mese di febbraio in tour in Europa ed in novembre partecipa al "Masters of Death Tour" insieme a Grave, Unleashed, Entombed e Exterminator.
Nel settembre 2007 il batterista Estby (uno dei fondatori) lascia la band per trascorrere più tempo con la famiglia.
Nell'aprile 2008 viene pubblicato l'ottavo album, intitolato semplicemente Dismember.

## Scioglimento e reunion (2011-2019)
Il 16 ottobre 2011 Tobias Christiansson annuncia lo scioglimento della band.
Riguardo ad una possibile reunion, il batterista Fred Estby ha detto agli Invisible Oranges nell'agosto 2016: "La gente me lo diceva sempre. Quindi forse dovremmo provare a fare alcuni spettacoli e portare tutto indietro. Abbiamo sempre posseduto i nostri diritti sugli album e sulle magliette, ma ci sono ancora degli aspetti liberi da legare. Volevo solo mettere le cose in chiaro e spero di fare alcuni spettacoli in futuro."
Nel febbraio 2018, si vociferava che i Dismember avessero in programma di riunirsi quell'anno per celebrare il 30º anniversario della loro formazione. Una reunion è stata presa in giro quell'estate quando la band ha pubblicato foto casuali sul proprio account Facebook.
Dopo quasi un anno di voci, il 14 gennaio 2019 è stato annunciato che la formazione originale di Dismember si è riunita e si sarebbe esibita insieme per la prima volta in oltre 20 anni allo Scandinavia Deathfest nell'ottobre dello stesso anno.

## Formazione

### Formazione originale ed attuale
- Fred Estby – batteria (1988-2007, 2019-presente) (ex-Carnage, The A-Bombs, ex-Centinex, The Clint Eastwood Experience, Shubniggurat, Daemon, ex-Terra Firma)
- David Blomqvist – chitarra (ex-Carnage, ex-Entombed)
- Robert Sennebäck – voce, basso, chitarra (1988-1998, 2019-presente) (ex-Unleashed, Damnation, Souldevourer)
- Richard Cabeza – basso (1991-1998, 2000-2004, 2019-ora) (Murder Squad, Damnation, ex-Unanimated, Born of Fire, ex-Carbonized, ex-General Surgery, ex-Dark Funeral)
- Matti Kärki – voce (ex-Carnage, ex-Therion, Murder Squad, ex-General Surgery, ex-Carbonized)

### Ex componenti
- Tomas Daun – batteria (2007-2011)
- Martin Persson – chitarra (2005-2011) (ex-Mörk Gryning, ex-Berserk, Frasse Haraldsen, ex-Sins of Omission)
- Tobias Christiansson – basso (2006-2011)
- Sharlee D'Angelo – basso (1998-2000) (Arch Enemy, ex-Sinergy, ex-Illwill, Witchery,  ex-Facelift, Mercyful Fate, Spiritual Beggars)
- Magnus Sahlgren – chitarra (1998-2003) (ex-Tiamat, Celeborn, Lake of Tears)
- Erik Gustafsson – basso (ex-Therion)
- Johan Bergebäck – basso (2004-2005) (Necrophobic, ex-Morpheus, Nifelheim)

## Discografia

### Album in studio
- 1991 – Like an Ever Flowing Stream
- 1993 – Indecent & Obscene
- 1995 – Massive Killing Capacity
- 1997 – Death Metal
- 2000 – Hate Campaign
- 2004 – Where Ironcrosses Grow
- 2006 – The God That Never Was
- 2008 – Dismember

### Raccolte
- 2005 – Complete Demos

### EP
- 1992 – Pieces
- 1995 – Casket Garden
- 1997 – Misanthropic

### Singoli
- 1991 – Skin Her Alive

### Demo
- 1988 – Dismembered
- 1989 – Last Blasphemies
- 1989 – Rehearsal Demo '89
- 1990 – Reborn In Blasphemy

## Videografia

### Video
- 2004 – Live Blasphemies
- 2009 – Under Blood Red Skies